# Christopher Monroe

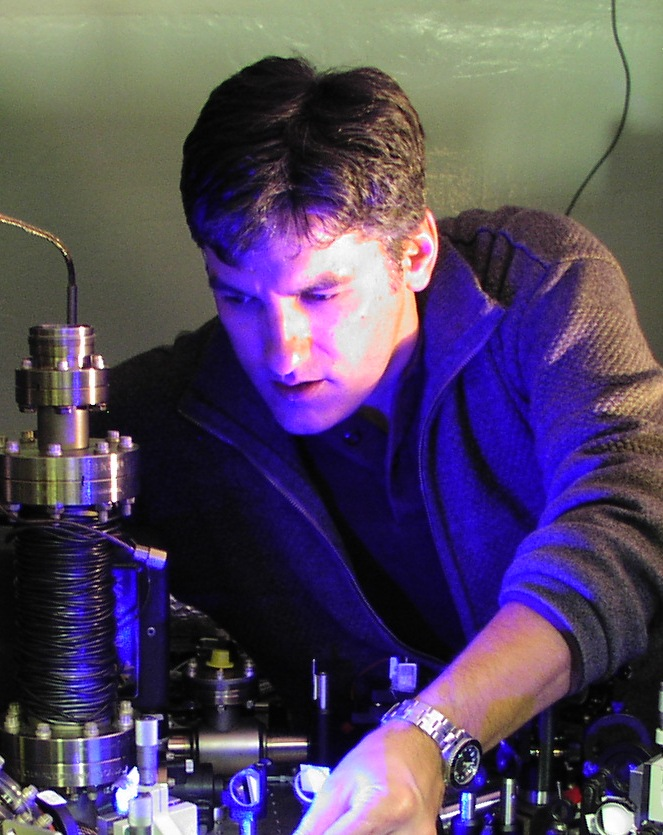
Christopher Monroe

Christopher R. Monroe (* 19. Oktober 1965 in Southfield) ist ein US-amerikanischer Experimentalphysiker (Laserphysik, Atomphysik, Quanteninformationstheorie).
Monroe studierte am Massachusetts Institute of Technology mit dem Bachelor-Abschluss 1987 und wurde 1992 bei  Carl Wieman an der University of Colorado promoviert. Er war an einigen der frühen Experimenten von Wieman und Eric Cornell zur Laserkühlung beteiligt, die schließlich zur Herstellung von Bose-Einstein-Kondensaten (1995) führten, was diesen den Nobelpreis einbrachte. Ab 1992 war er Post-Doktorand und dann angestelltes Mitglied des National Institute of Standards and Technology. Zunächst war er in der Gruppe von David Wineland, die 1995 Quanten-Logikgatter demonstrierte und Ionenfallen für die Verwendung in der Quanteninformationstheorie untersuchte mit der Demonstration der Verschränkung mehrerer Ionen (teilweise dafür erhielt Wineland 2012 den Nobelpreis).
2000 wurde Monroe Professor an der University of Michigan, wo er 2006/07 Direktor des Ultrafast Optic Center war.
An der University of Michigan zeigte er 2004 mit seiner Gruppe die Kopplung von Qubits in Ionenfallen an einzelne Photonen in einem Kommunikationsnetzwerk und demonstrierte die erste auf einem Chip integrierte Ionenfalle. Mit Wineland schlug er eine skalierbare Quantencomputerarchitektur auf Basis von Ionenfallen auf Chips vor.
2007 wurde er Bice Zorn Professor für Physik an der University of Maryland und Fellow des Joint Institute for Laboratory Astrophysics (JILA).
2007 demonstrierte seine Gruppe Verschränkung von Qubits von Atomen über große Abstände und 2008 als Erste Quantenteleportation zwischen Qubits von Materie (Atomen) bei großen Abständen. Seit 2009 untersuchte er die Verwendung ultrakurzer Laserpulse für Manipulation von Quantenverschränkung und untersuchte Simulation von Vielteilchensystemen wie quantenmechanischen magnetischen Systemen mit Ionenfallen.
2012 schlug er eine modulare skalierbare Quantencomputerarchitektur mit Ionenfallen und photonischen Verbindungen vor.
2000 erhielt er den Quantum Communication Award, 2001 den  I. I. Rabi Prize und 2015 den Arthur-L.-Schawlow-Preis für Laserphysik für Pionier-Forschung in der Nutzung von Lasern für die Realisierung von Elementen der Quanteninformationstheorie mit Ionenfallen, einschließlich Demonstrationen von Verschränkung für große Entfernungen in Quanteninformations-Protokollen und den Gebrauch von Frequenzkämmen für Manipulation und Verschränkung von Qubits mit hoher Geschwindigkeit (Laudatio). Für 2020 wurde Monroe der Willis-E.-Lamb-Preis zugesprochen.
2016 wurde er Mitglied der National Academy of Sciences.